# El grupo (película de 1966)
The Group es una película estadounidense dirigida por Sidney Lumet y estrenada en 1966. Está basada en la novela de idéntico título de Mary McCarthy, que apareció en 1954. Entre las protagonistas figuran Candice Bergen, Joan Hackett, Elizabeth Hartman, Shirley Knight, Jessica Walter, Kathleen Widdoes y Joanna Pettet.

## Trama
"El Grupo" es una película ambientada en la década de 1930 que sigue la vida de ocho mujeres que acaban de graduarse de la universidad y están listas para enfrentar los desafíos de la vida adulta. Cada una de ellas proviene de diferentes orígenes sociales y tiene diferentes perspectivas y metas en la vida.
Las protagonistas son Kay (interpretada por Candice Bergen), una mujer segura de sí misma y con ambiciones políticas; Dottie (interpretada por Joan Hackett), una chica tímida y reservada; Libby (interpretada por Jessica Walter), una mujer de mentalidad conservadora y ambiciosa; Priss (interpretada por Elizabeth Hartman), una chica dulce y vulnerable; Polly (interpretada por Joanna Pettet), una mujer inteligente y rebelde; Helena (interpretada por Shirley Knight), una mujer insegura que anhela el matrimonio; Lakey (interpretada por Mary-Robin Redd), una joven con un gran talento artístico; y Pokey (interpretada por Kathleen Widdoes), una chica ingenua y soñadora.
A medida que la trama avanza, se exploran las diferentes experiencias y desafíos que enfrentan estas mujeres en su transición a la vida adulta. Se enfrentan a problemas como el amor, las relaciones, el matrimonio, el trabajo y la independencia personal. A través de conversaciones, encuentros y situaciones cotidianas, las amigas comparten sus alegrías, tristezas y descubrimientos mientras se apoyan mutuamente en su viaje hacia la madurez.
"El Grupo" es un retrato íntimo y realista de las experiencias y luchas de estas ocho mujeres jóvenes mientras se enfrentan a las expectativas sociales, buscan su lugar en el mundo y exploran sus propios sueños y ambiciones. La película aborda temas como la feminidad, el feminismo, las relaciones interpersonales y la identidad personal en una época de cambio y evolución social.

## Elenco

### Principal
- Candice Bergen como Elinor "Lakey" Eastlake
- Joan Hackett como Dottie Renfrew Latham
- Elizabeth Hartman como Priss Hartshorn Crockett
- Shirley Knight como Polly Andrews Ridgeley
- Joanna Pettet como Kay Strong Peterson
- Mary-Robin Redd como Mary "Pokey" Prothero Beauchamp
- Jessica Walter como Libby MacAusland
- Kathleen Widdoes como Helena Davison
- James Broderick como el Dr. James "Jim" Ridgeley
- James Congdon como Sloan Crockett
- Larry Hagman como Harald Peterson
- Hal Holbrook como Gus Leroy
- Richard Mulligan como Dick Brown
- Robert Emhardt como Henry Andrews
- Carrie Nye como Norine Blake

### Secundario
- Philippa Bevans como la Sra. Cuerno de ciervo
- Leta Bonynge como Sra. Protero
- Marion Brash como la esposa del hombre de radio
- Sarah Burton como la Sra. Davison
- Flora Campbell como la Sra. MacAusland
- Bruno Di Cosmi como Nils
- Leora Dana como la Sra. Renfrew
- Bill Fletcher como Bill, el actor
- George Gaynes como Brook Latham
- Martha Greenhouse como la Sra. Bergler
- Russell Hardie como el Sr.Davison
- Vince Harding como el Sr.Eastlake
- Doreen Lang como la enfermera Swenson
- Chet London como Radio Man
- Baruch Lumet como el Sr. Schneider
- John O'Leary como Put Blake
- Hildy Parks como la enfermera Catherine
- Lidia Prochnicka como la baronesa
- Polly Rowles como la Sra. Andrés
- Douglas Rutherford como el Sr.Prothero
- Truman Smith como el Sr.Berler
- Loretta White como la Sra. Eastlake

### Aparición cameo / Sin acreditar
- Arthur Anderson como el esposo de Pokey, John Beauchamp
- Ron Charles como el Dr. Jones
- Richard Graham como el Rev. Guirnalda
- Edward Holmes como el Sr. MacAusland
- Brian Sands como Steven Crockett (4 años)

## Música
Canciones utilizadas:
- Propietario, llena el cuenco que fluye, tradicional .
- El Rey Caníbal, tradicional.
- Liebeslieder-Walzer ( Wie des Abends schöne Röte, Vögelein durchrauscht die Luft ), Johannes Brahms
- ¡Venid, Hijos del Arte!, Henry Purcell

## Liberar
La película recaudó $ 6 millones en taquilla,  ganando $ 3 millones en alquileres teatrales en EE. UU. Fue la 25ª película más taquillera de 1966 .

### Medios domésticos
El grupo fue lanzado en DVD por MGM Home Video el 15 de enero de 2011, a través de MGM Choice Collection como un DVD de fabricación bajo demanda de la Región 1.

## Recepción
La crítica Moira Finnie de FilmStruck resume The Group :
La multitud de personajes privilegiados y altamente educados que aparecían en la pantalla de The Group abordaron su vida de posgrado en la Gran Depresión como si fuera un examen de mitad de período para aprobar y archivar, con cada hito tratado como un curso rápido de mecanografía o baile, otro habilidad adquirida, para ser sacada a relucir en el próximo almuerzo con las otras chicas del grupo. Llena de ideas sobre el papel de la mujer en la sociedad, pero con poca experiencia en la vida real aparte de la escuela, la película narra su educación continua en el mundo real.
Variety escribió que la película es fiel a la novela pero conserva demasiados detalles.

### Premios
- Joan Hackett fue nominada al BAFTA Film Award británico a la mejor actriz extranjera (es decir, no británica).
- La película fue nominada al Oso de Oro en el 16º Festival Internacional de Cine de Berlín en 1966.[7]